# These Trails
These Trails è un disco del 1973. Fu registrato a Honolulu (Hawaii) e pubblicato inizialmente per una diffusione privata dalla etichetta Sinergia (SR 4059). Circolò a lungo tra gli appassionati di folk psichedelico e vide nel tempo successive riedizioni, non sempre interamente legittime. È stato infine ripubblicato dalla Drag City (DC 463), in LP e CD, nel 2011.
Il disco è il frutto dell'incontro musicale tra due originari di Kauai, Margaret Morgan e Patrick Cockett (quest'ultimo collaborerà con Buffy Sainte-Marie e Taj Mahal). Il disco fu prodotto dal pianista Peter Coraggio, proprietario dell'etichetta Sinergia. A Morgan e Cockett si aggiunsero in studio l'uruguaiano Carlos Pardeiro alla chitarra e il tecnico del suono Dave Choy, che contribuisce con un sintetizzatore ARP. Nessun altro disco fu pubblicato da questa formazione.
Il disco mescola musica psichedelica e musica tradizionale hawaiana. I testi delle canzoni fanno riferimento soprattutto ai paesaggi e alla flora hawaiani. Il brano Rusty's House racconta di una visita alla casa hawaiana del surfer Rusty Miller.
I piedi che appaiono in copertina sono di Boogie Kalama, un amico di Margaret Morgan.
Il disco è ricordato nel romanzo autobiografico West of Then, scritto dall'autrice hawaiana Tara Bray Smith, figlia di Karen Morgan, sorella di Margaret.

## Tracce
Testi e musiche di Margaret Morgan, tranne dove indicato.
Lato A
1. These Trails – 1:26
2. Our House in Hanalei – 1:51
3. Of Broken Links – 1:41
4. El Rey Pescador – 3:06 (Carlos Pardeiro)
5. Psyche I & Share Your Water – 5:27
6. Hello Lou – 3:44 (Jeff Fitzsimmons)

Lato B
1. Rusty's House & Los in Space – 5:45 (testo: Patrick Cockett – musica: Cockett-Pardeiro)
2. Psyche II – 2:29
3. Sawed a Seed – 2:16
4. Rapt Attention – 2:14
5. Waipoo – 2:35 (Patrick Cockett)
6. Garden Botanum – 3:32 (testo: Margaret Morgan – musica: Patrick Cockett)

## Formazione
- Margaret Faye Morgan - chitarra, dulcimer, voce
- Patrick Cockett - chitarra, chitarra slide, tabla, canto
- Dave Choy - sintetizzatore, fonica, arrangiamento, missaggio
- Carlos Pardeiro - chitarra, sitar, canto
- Eric Kingsbury - chitarra
- Ron Rosha - ipu